# My Copycat
"My Copycat" (em coreano:  나처럼 해봐요) é o quarto single álbum em coreano e sétimo single no total de Orange Caramel, uma subunidade do grupo After School. Foi lançado em 18 de agosto de 2014 através da Pledis Entertainment.

## Antecedentes
Em 6 de agosto de 2014, a Pledis Entertainment anunciou que o grupo faria seu comeback em meados de agosto com seu quarto single álbum.

## Vídeos musicais
O vídeo musical de "My Copycat" foi lançado em 18 de agosto de 2014 e é baseado no conceito de Where's Waldo e jogos de "descubra as diferenças". Foi dirigido pelo duo de produção de vídeo Digipedi que já havia trabalhado anteriormente com o grupo em "Catallena" e "Lipstick".
O vídeo musical de "The Gangnam Avenue" foi lançado em 3 de setembro de 2014.

## Lista de faixas
| Lista de faixas |                                                   |                     |                     |         |  |
| N.º             | Título                                            | Letras              | Música              | Duração |  |
| 1.              | "My Copycat" (나처럼 해봐요; Nacheoleom Haebwayo) | Iggy, Seo Yeong Bae | Iggy, Seo Yeong Bae | 3:20    |  |
| 2.              | "The Gangnam Avenue" (강남거리; Gangnamgeoli)     | Iggy, Seo Yeong Bae | Iggy, Seo Yeong Bae | 3:16    |  |
| Duração total:  | Duração total:                                    | Duração total:      | Duração total:      | 6:36    |  |

## Desempenho nas paradas

### Álbum
| País                             | Parada               | Melhor posição |
| -------------------------------- | -------------------- | -------------- |
| Coreia do Sul (Gaon Music Chart) | Weekly albums chart  | 8              |
| Coreia do Sul (Gaon Music Chart) | Monthly albums chart | 14             |
| Coreia do Sul (Gaon Music Chart) | Yearly albums chart  | —              |

### Single
| Título       | Melhor posição | Melhor posição |
| ------------ | -------------- | -------------- |
| Título       | KOR            |                |
| "My Copycat" | 19             |                |

### Vendas
| Parada              | Vendas |
| ------------------- | ------ |
| Gaon vendas físicas | 5.473  |

## Histórico de lançamento
| País          | Data                 | Formatos                    | Gravadora                               |
| ------------- | -------------------- | --------------------------- | --------------------------------------- |
| Coreia do Sul | 18 de agosto de 2014 | CD single, download digital | Pledis Entertainment LOEN Entertainment |
| Mundial       | 18 de agosto de 2014 | Download digital            | Pledis Entertainment LOEN Entertainment |